# Mikroregion Sananduva

Mikroregion Sananduva

Mikroregion Sananduva – mikroregion w brazylijskim stanie Rio Grande do Sul należący do mezoregionu Noroeste Rio-Grandense. Ma powierzchnię 3.070,2 km²

## Gminy
- Barracão
- Cacique Doble
- Ibiaçá
- Machadinho
- Maximiliano de Almeida
- Paim Filho
- Sananduva
- Santo Expedito do Sul
- São João da Urtiga
- São José do Ouro
- Tupanci do Sul